# Percy Richards
Percy Harold Richards, född 1880 i England, död september 1953 i USA, var en svensk skådespelare, sångare och militär.
Richards avlade studentexamen i Strängnäs 1900, han utnämndes till löjtnant vid Uplands infanteriregemente 1906, han kom att medverka som amatörskådespelare och sångare vid olika revyer. 

## Filmografi
- 1931 – Brokiga Blad
- 1932 – En stulen vals
- 1932 – Service de nuit